# Blomkrabbspindel
Blomkrabbspindel (Misumena vatia) är en spindelart i familjen krabbspindlar. 

## Kännetecken
Honorna, som är större än hanarna, kan bli upp till 10 mm i kroppslängd medan hanarna blir maximalt 5 mm. Dessa spindlar kan ha varierande färg beroende av vilken blomma de sitter på. Vanligaste färgerna är vita eller gula med strimmor och fläckar av rött eller lila, men de kan även vara av en heltäckande färg. Hanarna är av helt annan färg och teckning.
Namnet krabbspindel kommer ifrån att den liknar en krabba i sina utsträckta främre ben och i dess förmåga att gå i sidled likt en krabba.

## Utbredning
Blomkrabbspindeln är ganska vanlig i den holarktiska regionen. I Sverige är den vanlig över hela landet.

## Levnadssätt

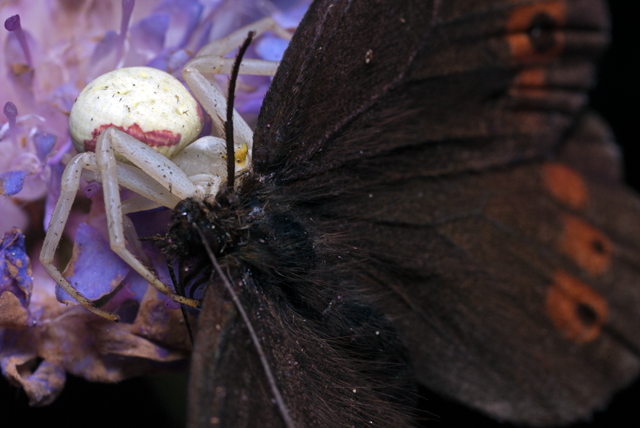
Blomkrabbspindel som fångat en Skogsgräsfjäril.

Blomkrabbspindeln använder sig inte av nät utan jagar genom att vänta ut sina byten, oftast sittande på en blomma med främre benen utsträckta för att snabbt greppa tag i bytet. Den skapar en silkestråd som den använder sig av som livlina om den skulle tappa greppet där den sitter, men även för att flyga med hjälp av ett "segel" av silkestråd.
Den byter färg efter den blomma den sitter på. Det tar spindeln cirka 24 timmar att byta färg. Man har trott att anledningen till detta beteende är att kamouflage ger en ökad chans till fångst av byten, men studier från 2009 visar att de inte fångar fler byten än om de placeras på en blomma där de inte är kamouflerade. Inte heller utsattes de för fler attacker från rovdjur som fåglar. Blomkrabbspindlar kan fånga ganska stora byten, vilket kan ses på bilden på denna sida där en hona tagit en Skogsgräsfjäril.

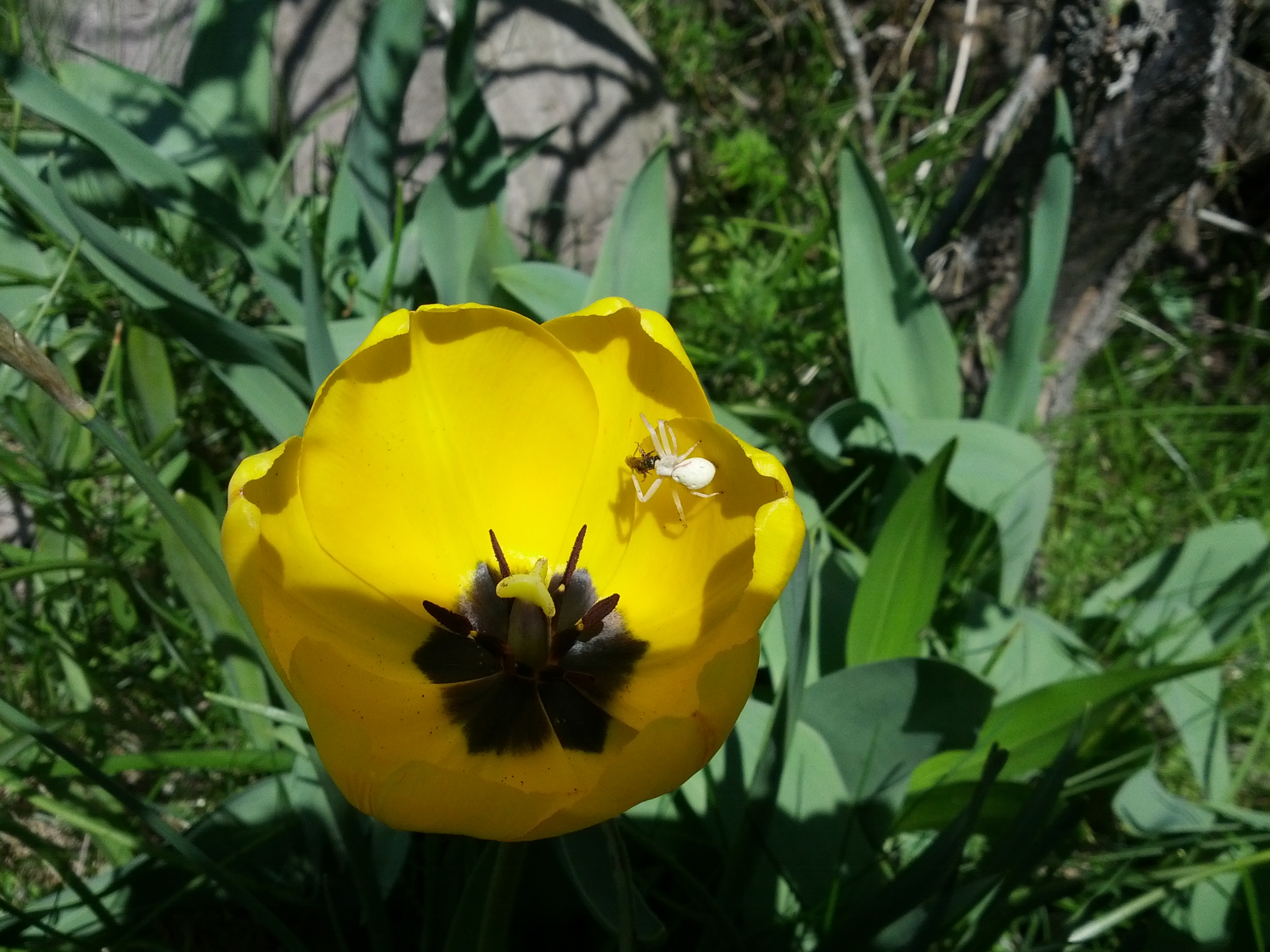
En Blomkrabbspindel med byte på södra Gotland

Blomkrabbspindlar har förmågan att flyga när de känner sig hotade, men även då de vill flytta till nytt område vilket sker återkommande. När den vill förflytta sig till en ny blomma ställer den sig med bakändan i vädret och skjuter ut tunn silkestråd som förs med vinden. Den fortsätter att skjuta ut trådar lite då och då tills någon av dem fastnar i en närbelägen växt, till exempel ett högt växande strå. De trådar som inte fastnar på något samlas in och äts upp då det är värdefull materia.
När en tråd fastnat klättrar de över till den nya platsen och klättrar upp så högt de kan. Har de inte lyckats komma till en ny plats som de kan klättra högt upp på så gör de om försöken, men om de lyckats komma på en hög växt eller långt strå så klättrar de upp allra högst upp och som det verkar så skjuter de iväg trådar för att känna efter vindens kraft tills den är kraftig nog och då skjuter de ett stort moln av silke som blir till ett segel som kan bära iväg spindeln på höga höjder och stora distanser. På dessa höjder blir de ofta föremål för rovdjur som fåglar och trollsländor. När de blir attackerade släpper de silkesseglet och sträcker ut sina främre ben varvid de seglar ner till marken.